# Idaea mixta
Idaea mixta är en fjärilsart som beskrevs av W. Warren 1907. Idaea mixta ingår i släktet Idaea och familjen mätare. Inga underarter finns listade i Catalogue of Life.